# IC 1107
IC 1107 — галактика типу C  M (компактна змішана галактика) у сузір'ї Змія.
Цей об'єкт міститься в оригінальній редакції індексного каталогу.